# Aellopos
Aellopos este un gen de molii diurne de dimensiuni mari din familia Sphingidae. Speciile sunt răspândite din Maine (Statele Unite) și America Centrală până în Argentina și Uruguay (America de Sud).

## Specii
- Aellopos blaini (Herrich-Schaffer, 1869)
- Aellopos ceculus (Cramer, 1777)
- Aellopos clavipes (Rothschild & Jordan, 1903)
- Aellopos fadus (Cramer, 1775)
- Aellopos tantalus (Linnaeus, 1758)
- Aellopos titan (Cramer, 1777)

## Galerie

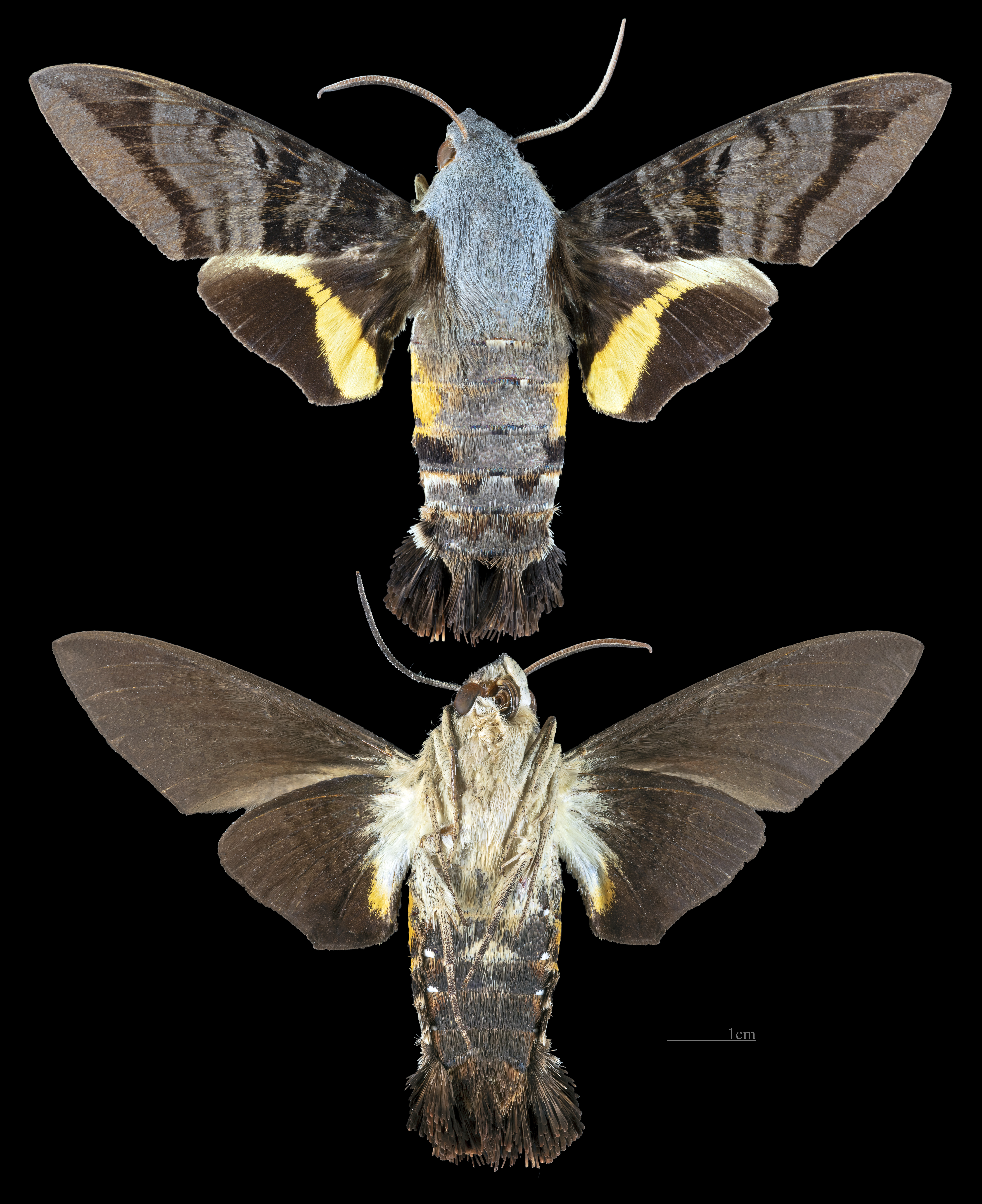
Aellopos ceculus
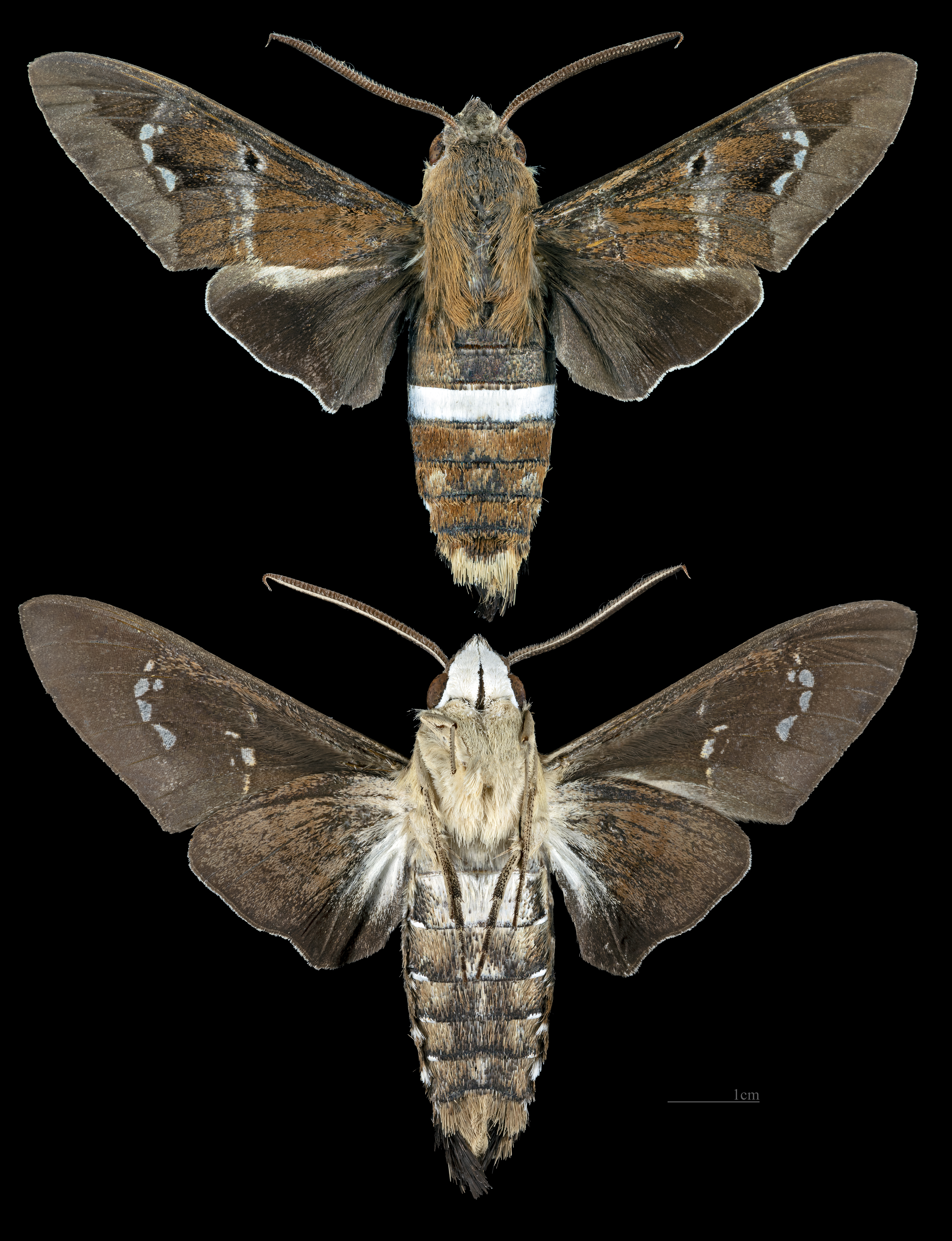
Aellopos clavipes
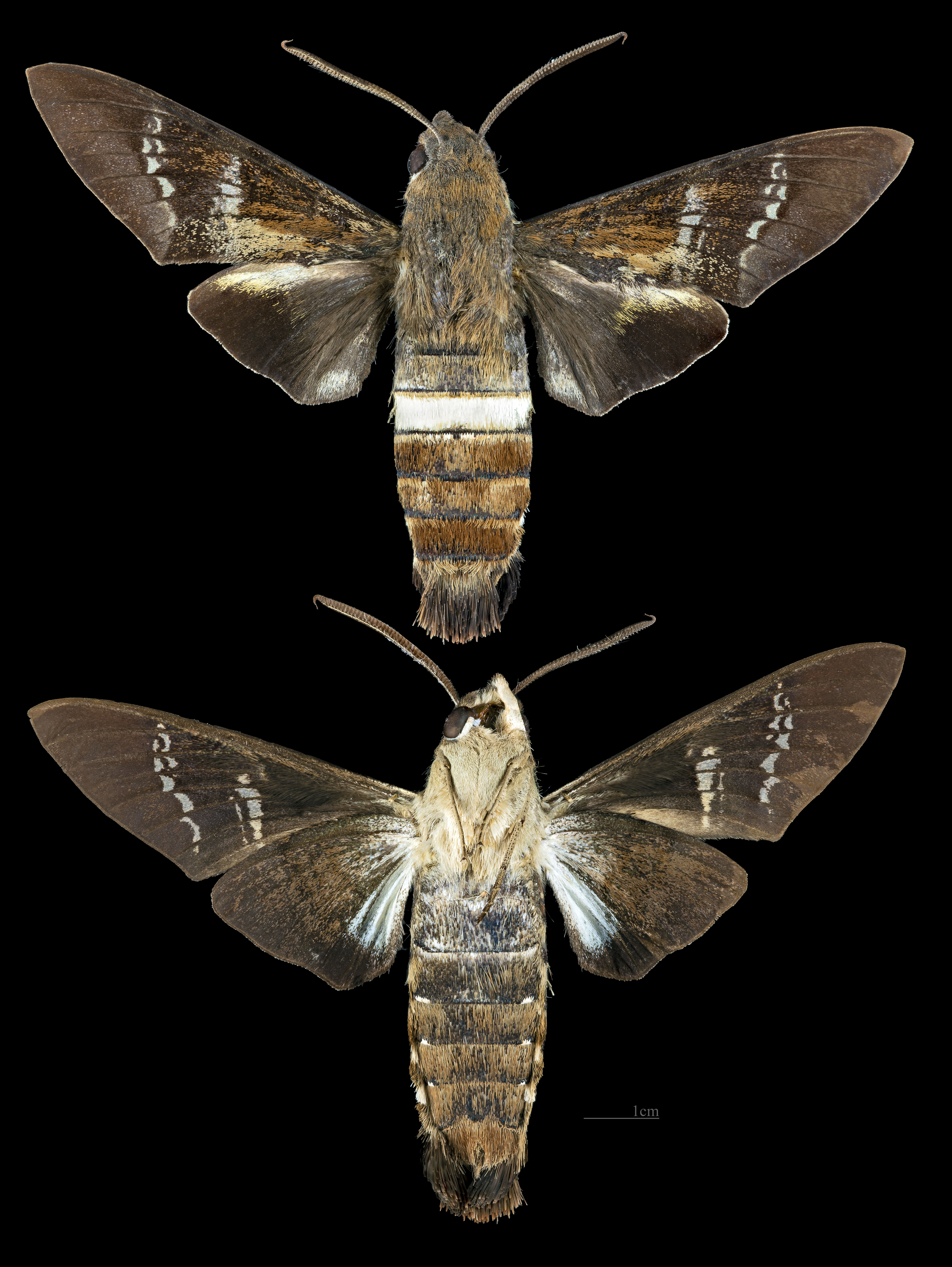
Aellopos fadus
Aellopos tantalus
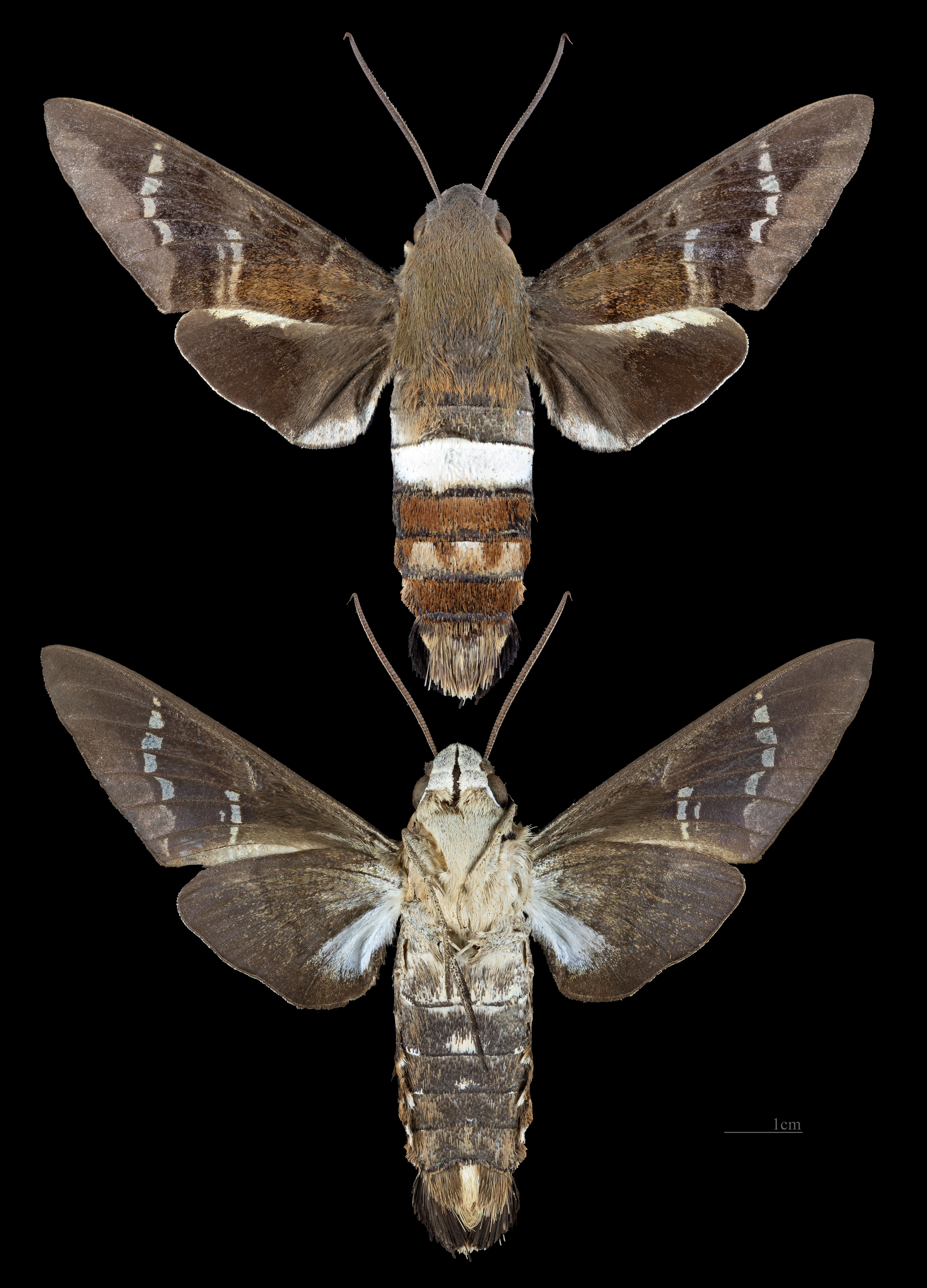
Aellopos titan